# زبان سواحلی

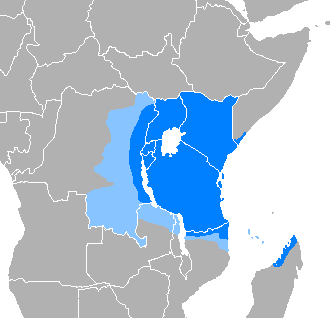
گسترهٔ زبان سواحلی در آفریقای شرقی.

زبان سواحِلی (به سواحلی: Kiswahili، کِسوَحِیلِ) عضوی از خانوادهٔ زبان‌های بانتو و زبان مادری اقوام سواحلی است. سواحلی همچنین زبان میانجی منطقه دریاچه‌های بزرگ و سایر بخش‌های شرق و جنوب آفریقا، شامل تانزانیا، اوگاندا، رواندا، بوروندی، کنیا، بخش‌هایی از مالاوی، سومالی، زامبیا، موزامبیک و جمهوری دموکراتیک کنگو است. گاه زبان قمری که در جزایر اتحاد قمر رایج است نیز به عنوان گویشی از آن برشمرده می‌شود، گرچه سایر پژوهشگران آن را زبانی متمایز در نظر می‌گیرند. شنگ مخلوطی از سواحلی و انگلیسی است که در کنیا و بخش‌هایی از اوگاندا سخن گفته می‌شود.
شمار دقیق سخنگویان سواحلی، اعم از بومی یا زبان دوم، کاملاً مشخص نیست اما طبق برآوردهای مختلف، از ۱۰۰ تا ۱۵۰ میلیون نفر با این زبان سخن می‌گویند. سواحلی زبان ملی کنگو، کنیا، تانزانیا، اوگاندا و سودان جنوبی است. شیکومور (قمری)، زبان رسمی قمر و شیمائوره، زبان رایج در مایوت، نیز به سواحلی مرتبطند. سواحلی همچنین یکی از زبان‌های کاری اتحادیه آفریقا است و رسماً به عنوان زبان میانجی جامعه شرق آفریقا نیز پذیرفته شده‌است. در سال ۲۰۱۸، آفریقای جنوبی آموزش سواحلی در مدارس این کشور را به عنوان یک درس اختیاری از سال ۲۰۲۰ قانونی کرد.
حدود ۲۰٪ از واژگان سواحلی وام‌واژه هستند که بیشتر از عربی و تا حدود کمتری از هندی، پرتغالی، مالایی و انگلیسی وارد این زبان شده‌اند. سواحلی در گذشته به خط عربی نوشته می‌شد که امروزه الفبای لاتین جای آن را گرفته‌است.

## نام
نام سواحلی از واژه عربی ساحل و جمع آن سواحل به معنای «کرانه» آمده‌است و سواحلی به معنای «مربوط به سواحل و کرانه‌ها» است. در سواحلی نام زبان به صورت Kiswahili یا کی‌سواحیلی است.

## تاریخ

### پیشینه
پیشینه سواحلی به مردم بانتو ساحل شرق آفریقا می‌رسد و میان سواحلی و دیگر زبان‌های بانتوی منطقه اشتراکات فراوانی وجود دارد. سواحلی بسیاری از دستور زبان، واژگان و واج‌های خود را از زبان ساباکی به ارث برده‌است. طبق پژوهش‌های توماس اسپیر در کتاب بازنگری تاریخ ابتدایی سواحلی ۷۲–۹۱٪ از واژگان روزانه سواحلی از زبان ساباکی (که به عنوان زبان مادر سواحلی گزارش می‌شود) به ارث رسیده‌است، در حالی که در آن ۴–۱۷٪ وام‌واژه از دیگر زبان‌های آفریقایی و فقط ۲–۸٪ وام‌واژه از زبان‌های غیرآفریقایی بود و وام‌واژگان عربی ۲–۸٪ واژگان کل را تشکیل می‌دادند. با این حال ادعا می‌شود که حدود ۲۰٪ از واژگان سواحلی وام‌واژه، بیشتر از عربی، و تا حدود کمتری از فارسی، هندی، پرتغالی، مالایی و انگلیسی، گرفته شده‌اند.
کهن‌ترین اسناد یافت‌شده به زبان سواحلی نامه‌هایی است که در کیلوا در سال ۱۷۱۱ به خط عربی نوشته شده و برای پرتغالی‌های موزامبیک و متحدان محلی آن‌ها ارسال شده‌است. نامه اصلی در بایگانی تاریخی گوا، هند حفظ شده‌است.

### دوره استعماری
قدرت‌های مختلف استعمارگری که در سواحل آفریقای شرقی حکمرانی می‌کردند، در رشد و گسترش سواحلی نقش داشتند. با ورود اعراب به شرق آفریقا، آن‌ها از سواحلی به عنوان زبان تجارت و همچنین برای آموزش اسلام به مردم محلی بانتو استفاده کردند. به همین دلیل سواحلی ابتدا با الفبای عربی نوشته می‌شد. تماس‌های بعدی با پرتغالی منجر به افزایش واژگان زبان سواحلی شد. با تصدی شرق آفریقا توسط آلمان در پی کنفرانس برلین، سواحلی در سطح نهادی رسمیت یافت. آلمانی‌ها پس از دیدن گستردگی سواحلی، آن را به عنوان زبان رسمی مورد استفاده در مدارس رسمیت دادند و سامانه نوشتاری آن را از عربی به لاتین تغییر دادند. پس از جنگ جهانی اول، انگلیس آفریقای شرقی آلمان را به دست گرفت. انگلیسی‌ها نیز تصمیم گرفتند که سواحلی را به عنوان تنها زبان سراسر منطقه آفریقای شرقی تعیین کنند (اگرچه در شرق آفریقا بیشتر از انگلیسی و زبان‌های مختلف نیلی و بانتو استفاده می‌شد و سواحلی بیشتر به سواحل محدود می‌شد). در ژوئن ۱۹۲۸، یک کنفرانس میان‌سرزمینی با حضور نمایندگان کنیا، تانگانیکا، اوگاندا و زنگبار در مومباسا برگزار شد. طی آن گویش زنگبار به عنوان سواحلی معیار انتخاب شد و املای استاندارد سواحلی نیز به تصویب رسید.

### وضعیت کنونی
سواحلی زبان نخست مردم بسیاری در مناطق ساحلی تانزانیا و زبان دوم ده‌ها میلیون نفر در کشورهای پیرامون دریاچه‌های بزرگ (کنیا، اوگاندا و تانزانیا) است. در مناطق داخلی تانزانیا، سواحلی با لهجه‌ای تحت تأثیر زبان‌ها و گویش‌های محلی تکلم می‌شود و زبان اول مناطق شهری و زبان دوم مناطق روستایی به‌شمار می‌رود. سواحلی و زبان‌های نزدیک به آن توسط جمعیت‌های کوجکی در بوروندی، اتحاد قمر، مالاوی، موزامبیک، زامبیا و رواندا نیز گویش می‌شود. این زبان تا قرن بیستم در قسمت‌های جنوبی سواحل دریای سرخ نیز فهمیده می‌شد. شمار کل گویشوران سواحلی بین ۱۲۰ تا ۱۵۰ میلیون نفر عنوان شده‌است.

## واج‌شناسی
سواحلی معیار دارای پنج واکه است: /ɑ/، /ɛ/، /i/، /ɔ/، و /u/. کشش واکه نیز در سواحلی رخ می‌دهد و برای آن در نوشتار از دو واکه استفاده می‌شود؛ برای نمونه kondoo به معنای «گوسفند».
همخوان‌های سواحلی نیز به شرح زیرند:
|         |                 | لبی       | دندانی   | لثوی      | پسالثوی / کامی | نرم‌کامی   | چاکنایی |
| ------- | --------------- | --------- | -------- | --------- | -------------- | --------- | ------- |
| خیشومی  | خیشومی          | m ⟨m⟩     |          | n ⟨n⟩     | ɲ ⟨ny⟩         | ŋ ⟨ng'⟩   |         |
| انسدادی | پیش‌خیشومی       | mb̥ ⟨mb⟩   |          | nd̥ ⟨nd⟩   | nd̥ʒ̊ ⟨nj⟩       | ŋɡ̊ ⟨ng⟩   |         |
| انسدادی | مکیده / انسدادی | ɓ ~ b ⟨b⟩ |          | ɗ ~ d ⟨d⟩ | ʄ ~ dʒ ⟨j⟩     | ɠ ~ ɡ ⟨g⟩ |         |
| انسدادی | انسدادی         | p ⟨p⟩     |          | t ⟨t⟩     | tʃ ⟨ch⟩        | k ⟨k⟩     |         |
| انسدادی | حلقی            | (pʰ ⟨p⟩)  |          | (tʰ ⟨t⟩)  | (tʃʰ ⟨ch⟩)     | (kʰ ⟨k⟩)  |         |
| سایشی   | پیش‌خیشومی       | mv̥ ⟨mv⟩   |          | nz̥ ⟨nz⟩   |                |           |         |
| سایشی   | سایشی           | v ⟨v⟩     | (ð ⟨dh⟩) | z ⟨z⟩     |                | (ɣ ⟨gh⟩)  |         |
| سایشی   | سایشی           | f ⟨f⟩     | (θ ⟨th⟩) | s ⟨s⟩     | ʃ ⟨sh⟩         | (x ⟨kh⟩)  | h ⟨h⟩   |
| ناسوده  | ناسوده          |           |          | l ⟨l⟩     | j ⟨y⟩          | w ⟨w⟩     |         |
| ر-گونه  | ر-گونه          |           |          | r ⟨r⟩     |                |           |         |

## هویت دینی و سیاسی

### دین
سواحلی نقش عمده‌ای در گسترش اسلام و مسیحیت در آفریقای شرقی داشته‌است. اعراب همزمان با ورودشان به شرق آفریقا، اسلام را بدین منطقه آوردند و مدرسه‌هایی را برای آموزش اسلام به بومیان راه‌اندازی کردند که از سواحلی برای این کار استفاده می‌کردند. با افزایش حضور اعراب، بومیان بیشتری به اسلام گرویدند و به آن‌ها با زبان سواحلی آموزش داده شد.
از زمان ورود اروپاییان به آفریقای شرقی، مسیحیت در شرق آفریقا مطرح شد. در حالی که اعراب بیشتر در مناطق ساحلی مستقر بودند و در همین مناطق به اسلام تبلیغ می‌پرداختند، مبلغان مذهبی اروپایی برای گسترش مسیحیت بیشتر به مناطق داخلی می‌رفتند. از آن‌جا که نخستین مراکز تبلیغی شرق آفریقا در مناطق ساحلی بود، مبلغان از سواحلی برای گسترش مسیحیت استفاده کردند زیرا شباهت‌های زیادی با بسیاری از سایر زبان‌های بومی منطقه داشت.

### سیاست
در طول مبارزه برای استقلال تانگانیکا، از سواحلی به عنوان زبان سازماندهی توده‌ای و جنبش سیاسی استفاده می‌شد. در این دوران سواحلی زبان اعلامیه‌ها و پیام‌های رادیویی برای تجمع مردم برای مبارزه بود. پس از استقلال تانزانیا، سواحلی به عنوان زبان ملی پذیرفته شد. تانزانیایی‌ها تا به امروز، به سواحلی افتخار می‌کنند، به خصوص اینکه از آن برای متحد کردن بیش از ۱۲۰ قبیله در سراسر تانزانیا استفاده شد. سواحلی عامل تقویت‌کننده همبستگی در میان مردم تانزانیا و هویت اصلی آن‌ها است.

## نوشتار

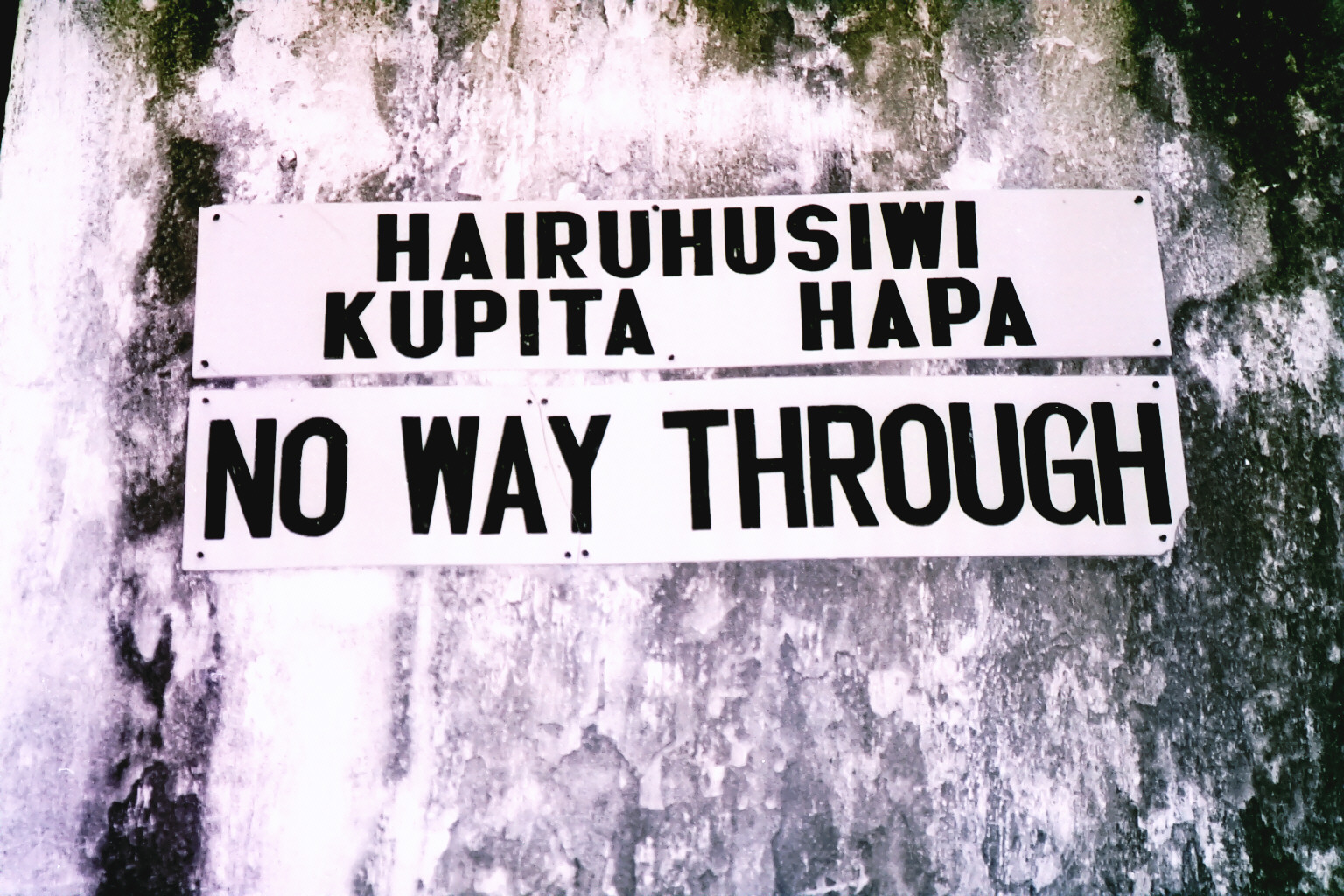
تابلویی به سواحلی و انگلیسی در زنگبار

سواحلی امروزه به الفبای لاتین نوشته می‌شود و برای آن چندین دونگاره برای صداهای بومی، ch, sh, ng و ny وجود دارد؛ q و x استفاده نمی‌شوند و c نیز به جز در دونگارهٔ ch کاربردی ندارد. چندین دونگاره نیز برای صداهای عربی وجود دارد که بسیاری از سخنگویان خارج از مناطق قومی سواحلی در تمایز آن‌ها مشکل دارند.
این زبان در گذشته به خط عربی نوشته می‌شد. آثار ادبی متعددی به این خط نوشته شده‌است. با رسمیت یاتن الفبای لاتین و گسترش آن، خط عربی سواحلی بسیار تحلیل رفت و کاربرد آن بسیار کم شد. با این وجود رسم نوشتن به الفبای عربی هنوز موجود است. از نیمهٔ دوم قرن ۱۹ میلادی به این سو، پروسهٔ سواحلی‌سازی و استانداردسازی خط عربی شروع شد. از اولین تلاشها در این راستا، به آثار «م‌عالم سیکوجوئه» (Mwalimu Sikujua، معَلِّمُ سِکُجُؤَ) می‌توان اشاره کرد. اما گسترش یک گونهٔ استاندارد بومی الفبای عربی سواحلی با شروع سلطهٔ استعماری بریتاینا و آلمان بر سواحل شرق آفریقا دچار کندی شد. الفبای عربی در آفریقای خاوری آلمان (تانزانیا و زنزیبار) و تا حد کمتری در آفریقای خاوری بریتانیا (کنیا) سرکوب شد. با این وجود، آمارگیریهای میدانی در دهه‌های ۱۹۳۰ و ۱۹۴۰ میلادی نشان‌دهندهٔ این بود که در مناطق روستایی، سواد خواندن و نوشتن به خط عربی بسیار بیشتر از خط لاتین سواحلی است (به دلیل فراگیری کلاسهای آموزش قرآن). اما، همین آمارگیریها نشان داد که اغلب مردم محافظه‌کار بوده و الفبای دست‌نخوردهٔ عربی را به الفبای استانداردسازی شده، مثل الفبای «م‌عالم سیکوجوئه» ترجیح می‌دادند. علاوه بر این، در قراردادهای املایی بین شهرها و نویسندگان نیز اختلافاتی وجود داشت، برخی کاملاً مشابه اما برخی دیگر به اندازه‌ای متفاوت بودند که درک معنا را سخت می‌کردند.
در الفبای عربی، سه حرکت برای نشان دادن واکه‌ها وجود دارند. این سه حرکت در سواحلی نیز موجودند. در الفبای سواحلی، فتحه صدای [a]، کسره صدای [i]، و ضمه صدای [u] می‌دهد. دو حرکت جدید در این زبان، «کسرهٔ ایستاده» (kasiri ya kusimama کَسِیرِ یَ کُسِمَامَ) (◌ٖ) که صدای [e] و ضمهٔ برعکس (dhuma ya kupindua ضُومَ یَ کُپِنْدُؤَ) (◌ٗ) که صدای [o] می‌دهد می‌باشند. این دو حرکت در نوشتار وداد (الفبای عربی برای نوشتن زبان سومالیایی) نیز موجودند.
چندین همخوان سواحلی در الفبای عربی معادلی نداشتند. سابقاً به جای آن نزدیکترین صدای عربی جایگزین شد. این نه تنها به معنای این بود که یک حرف اغلب نشان‌دهنده بیش از یک صدا بود، بلکه برای هر صدا نیز انتخاب‌های متفاوتی انجام داده شده بود. اما در پروسهٔ استانداردسازی، با الهام از الفبای فارسی، اردو، و همین‌طور سایر الفباهای عربی زبان‌های آفریقایی، حروف جدید و همین‌طور دونگارههای جدید معرفی شدند.
از شناخته شده‌ترین و بروزترین این تلاش‌ها کار زبان‌شناس اهل مومباسا، شیخ یحیی علی عمر در سال ۱۹۹۷ بوده‌است. الفبای تنظیم شده توسط «معلم شیخ یحیی علی عمر» (یحیی عمر) بر اساس لهجهٔ شهر مومباسا می‌باشد. در این الفبا حروف هم‌خوانی وجود دارد که صداهایی را بازتاب می‌دهند که در سایر لهجه‌های سواحلی الزاماً وجود ندارند. در الفبای وی ۴۸ حرف وجود دارد. یحیی عمر دونگارهها را به عنوان حرف مستقل شمارده‌است.
قواعد نوشتار الفبای عربی با قواعد نوشتار الفبای لاتین تفاوت‌هایی دارد. از نکات مهم الفبای عربی این است که تفاوت بین صداهای «م» ساکن (تلفظ مانند [m̩ɓ]) و صدای «م» پیش‌دماغی (تلفظ مانند [ᵐb]) رعایت شده‌است. صدای «م» ساکن در اسم‌های از کلاس اول (کلاس m-wa) دیده می‌شوند. صدای «م» پیش‌دماغی به‌طور مثال در اسم‌های از کلاس نهم (کلاس n) که با حروف هم‌خوان خاصی مانند «ب» شروع می‌شوند دیده می‌شوند. در این اسم‌ها، در نوشتار لاتین، به تبعیت از حفظ تلفظ واژگان، حرف «ن» به «م» تبدیل می‌شود. اما در نوشتار عربی، به تبعیت از دستور زبان، حرف «ن» حفظ می‌شود. در نتیجه، برگرداندن واژگانی که با «mb» شروع می‌شوند از الفبای لاتین به الفبای عربی نیاز به توجه به این موضوع دارد. به‌طور مثال mbrazil به معنای شخص برزیلی، از کلاس اول اسم‌ها، به صورت مْبرَزِل نوشته می‌شود. اما، واژهٔ mbazi به معنای لوبیا، از کلاس نهم اسم‌ها، به صورت نْبَازِ نوشته می‌شود.
در نوشتار خط عربی، با تبعیت از لهجهٔ مومباسا، بین صداهای غیر بازدمی و صداهای بازدمی (هم‌خوان‌هایی که ادا با بازدم هوا، صدای ه دارند) تفاوت قائل شده‌است. به مانند الفبای اردو، برای نشان دادن این مسئله، از حرف «ه» دو چشمه (ه) استفاده می‌شود.
همین‌طور، با تبعیت از لهجهٔ مومباسا، در نوشتار عربی، بین حروف [t] و [d] دندانی و لثوی تفاوت وجود دارد. برای نشان دادن هم‌خوان‌ّهای دندانی، از همان حروف «ت» برای صدای [t̪] و «د» برای صدای [d̪] استفاده می‌شود. برای حروف لثوی، با الهام گرفتن از الفبای اردو، بر روی این دو حرف، یک «ط» کوچک قرار می‌گیرد. (از لحاظ تاریخی، این «ط» ربطی به حرف «ط» ندارد و در نتیجهٔ سریع نوشتن با دست حروف چهار نقطه‌ای می‌باشد) از حرف «ٹ» برای صدای [t] و از حرف «ڈ» برای صدای [d] استفاده می‌شود. باید توجه داشت که کاربرد و تلفظ این دو حرف با کاربرد و تلفظ آنها در الفبای اردو متفاوت است.
متأسفانه، ابزارهای آنلاین که برای برگردان خودکار متون از لاتین به عربی وجود دارند، قابلیت تشخیص این مسائل را ندارند.
| نام           | شکل‌ها | شکل‌ها     | شکل‌ها     | شکل‌ها  | آوانگاری        | معادل لاتین | نمونه           | نمونه                 | نمونه                         | نکات |
| نام           | تنها  | آغازی     | میانی     | پایانی | آوانگاری        | معادل لاتین | عربی            | لاتین                 | معنی                          | نکات |
| ------------- | ----- | --------- | --------- | ------ | --------------- | ----------- | --------------- | --------------------- | ----------------------------- | --- |
| alifu أَلِیفُ‎    | ا‎     | ا‎         | ـا‎        | ـا‎     | /a/             | a           | أَنَسٖیمَ‎ سَاسَ‎ ڤِئَازِ‎  | anasema sas viazi     | او صحبت می‌کند الان سیب‌زمینی‌ها | «الف» دو کاربرد دارد. کاربرد اول به عنوان پایهٔ علامت در ابتدای واژه‌ای که با واکه شروع می‌شود. کاربرد دوم برای نشان دادن واکهٔ [a] در هجای تکیه‌دار واژه می‌باشد.                                                               |
| bee بٖئٖ‎        | ب‎     | بـ‎        | ـبـ‎       | ـب‎     | /ɓ/             | b           | بُویُ‎ مْبرَزِل‎       | buyu mbrazil          | میوه فرد برزیلی               | |
| mbee نْبٖئٖ‎      | نْب‎    | ـنْب‎       | ـنْبـ‎      | نْبـ‎    | /ᵐb/            | b           | نْبٖیلٖ‎            | mbele                 | در جلوی                       | به‌جز «mb» در اسم‌های از کلاس اول (کلاس m-wa) و سایر موارد «م» ساکن پیش از «ب» نمی‌شود. (به عبارت دیگر، بجز مواردی که «mb» به صورت [m̩ɓ] تلفظ شود بجای [ᵐb].)                                                                  |
| pee پٖئٖ‎        | پ‎     | ـپ‎        | ـپـ‎       | پـ‎     | /p/             | p           | کُپَاکَ‎            | kupaka                | رنگ کردن                      | |
| p'ee پهٖئٖ‎      | پْه‎    | ـپْه‎       | ـپْهـ‎      | پْهـ‎    | /pʰ/            | p           | پْهَاکَ‎            | paka                  | گربه                          | در الفبای لاتین، با صدای [p] فرقی ندارد. |
| tee تٖئٖ‎        | ت‎     | ـت‎        | ـتـ‎       | تـ‎     | /t̪/             | t           | هَتُؤَ‎             | haua                  | action                        | [t] دندانی. |
| t'ee تهٖئٖ‎      | تْه‎    | ـتْه‎       | ـتْهـ‎      | تْهـ‎    | /t̪ʰ/            | t           | تْهُوپَ‎            | tupa                  | بطری                          | [t] بازدمی دندانی. در الفبای لاتین، با صداهای [t̪]، [t]، یا [tʰ] فرق ندارد. |
| tee ٹٖئٖ‎        | ٹ‎     | ـٹ‎        | ـٹـ‎       | ٹـ‎     | /t/             | t           | ٹُونْڈُ‎            | tundu                 | مرغدانی                       | [t] لثوی. خاص لهجهٔ مومباسا. در الفبای لاتین با [t̪]، [t̪ʰ]، یا [tʰ] فرق ندارد. |
| t'ee ٹهٖئٖ‎      | ٹه‎    | ـٹه‎       | ـٹهـ‎      | ٹهـ‎    | /tʰ/            | t           | ٹهُونْدُ‎           | tundu                 | سوراخ                         | [t] بازدمی لثوی. در الفبا لاتین با [t̪]، [t̪ʰ]، یا [t] فرقی ندارد. |
| thee ثٖئٖ‎       | ث‎     | ـث‎        | ـثـ‎       | ثـ‎     | /θ/             | th          | ثٖمَنِینِ‎           | themanini             | هشتاد                         | |
| jimu جِیمُ‎      | ج‎     | ـج‎        | ـجـ‎       | جـ‎     | /ʄ ~ dʒ/        | j           | جَانَ‎             | jana                  | دیروز                         | |
| njimu نْجِیمُ‎    | نْج‎    | ـنْج‎       | ـنْجـ‎      | نْجـ‎    | /ⁿd̥ʒ̊/           | nj          | نْجٖیمَ‎            | njema                 | خوب                           | |
| chimu چِیمُ‎     | چ‎     | ـچ‎        | ـچـ‎       | چـ‎     | /tʃ/            | ch          | چُونْڠوَ‎           | chungwa               | پرتقال بزرگ                   | در بعضی متون قدیمی، از حرف «ک» دونقطه نیز استفاده می‌شد (ػ). |
| ch'imu چهِیمُ‎   | چه‎    | ـچه‎       | ـچهـ‎      | چهـ‎    | /tʃʰ/           | ch          | چهُونْڠوَ‎          | ch'ungwa              | پرتقال اندازه متوسط           | مختص لهجهٔ مومباسا. در الفبای لاتین فرقی با [tʃ] ندارد. |
| hee حٖئٖ‎        | ح‎     | ـح‎        | ـحـ‎       | حـ‎     | /h/             | h           | حَسَن‎ وَسوَحِیلِ‎      | hasan waswahili       | نام «حسن» مردم سواحلی         | تنها در وام‌واژه‌های از عربی کاربرد دارد. سواحلی زبانان آن را نه به صورت حلقی مثل عربی، بلکه به صورت [h]، هم‌صدا با حرف «ه» تلفظ می‌کنند.                                                                                      |
| khee خٖئٖ‎       | خ‎     | ـخ‎        | ـخـ‎       | خـ‎     | /χ ~ h/         | h (kh)      | خَبَارِ‎            | habari                | خبر                           | تنها در وام‌واژه‌های از عربی کاربرد دارد. اکثر سواحلی زبانان آنرا به صورت [h]، هم‌صدا با حرف «ه» تلفظ می‌کنند. |
| dali دَالِ‎      | د‎     | ـد‎        | ـد‎        | د‎      | /d̪/             | d           | دَنْڠَانْیَ‎          | danganya              | گول‌زدن                        | [d] دندانی |
| ndali نْدَالِ‎    | نْد‎    | ـنْد‎       | ـنْد‎       | نْد‎     | /ⁿd̪/            | nd          | مْوٖینْدٖ‎           | mwenḏe                | go                            | [d] با تلفظ به صورت پیش‌درون‌دماغی |
| dali ڈَالِ‎      | ڈ‎     | ـڈ‎        | ـڈ‎        | ڈ‎      | /d/             | d           | ڈُو‎              | du                    | سطل بزرگ                      | [d] لثوی، مختص لهجهٔ مومباسا. در الفبای لاتین با [d̪] فرقی ندارد. |
| ndali نْڈَالِ‎    | نْڈ‎    | ـنْڈ‎       | ـنْڈ‎       | نْڈ‎     | /d/             | d           | نْڈَانِ‎            | ndani                 | درون                          | [d] لثوی با تلفظ پیش‌درون‌دماغی، مختص لهجهٔ مومباسا. در الفبای لاتین با [nd̪] فرقی ندارد. |
| dhali ذَالِ‎     | ذ‎     | ـذ‎        | ـذ‎        | ذ‎      | /ð/             | dh          | ذَهَابُ‎            | dhahabu               | طلا                           | |
| ree رٖئٖ‎        | ر‎     | ـر‎        | ـر‎        | ر‎      | /ɾ/             | r           | کِرَاکَ‎            | kiraka                | وصله                          | |
| zee زٖئٖ‎        | ز‎     | ـز‎        | ـز‎        | ز‎      | /z/             | z           | کُزِیمَ‎            | kuzima                | خاموش کردن (مثلا آتش)         | |
| zhee ژٖئٖ‎       | ژ‎     | ـژ‎        | ـژ‎        | ژ‎      | /ʒ/             | zh          | ژِینَ‎             | Zhina                 | نام «ژینا»                    | ناموجود در اکثر لهجه‌های سواحلی. فقط مختص لهجه‌های مناطق خیلی شمالی سواحل شرق آفریقا. |
| sini سِینِ‎      | س‎     | ـس‎        | ـسـ‎       | سـ‎     | /s/             | s           | کُسِکِئَ‎            | kusikia               | شنیدن                         | |
| shini شِینِ‎     | ش‎     | ـش‎        | ـشـ‎       | شـ‎     | /ʃ/             | sh          | کُشِیکَ‎            | kushika               | گرفتن                         | |
| sadi صَادِ‎      | ص‎     | ـص‎        | ـصـ‎       | صـ‎     | /s/             | s           | صَحِیبُ‎            | sahibu                | دوست                          | تنها در وام‌واژه‌های از عربی کاربرد دارد. اکثر سواحلی زبانان آنرا به صورت [s]، هم‌صدا با حرف «س» تلفظ می‌کنند. |
| dhadi ضَادِ‎     | ض‎     | ـض‎        | ـضـ‎       | ضـ‎     | /ð/             | dh          | ضِیکِ‎             | dhiki                 | پریشانی                       | تنها در وام‌واژه‌های از عربی کاربرد دارد. اکثر سواحلی زبانان آنرا به صورت [dh]، هم‌صدا با حرف «ذ» تلفظ می‌کنند. |
| tee طٖئٖ‎        | ط‎     | ـط‎        | ـطـ‎       | طـ‎     | /t/             | t           | کُطَهِرِیشَ‎          | kutahirisha           | to purify                     | تنها در وام‌واژه‌های از عربی کاربرد دارد. اکثر سواحلی زبانان آنرا به صورت [t]، هم‌صدا با حرف «ت» تلفظ می‌کنند. |
| dhee ظٖئٖ‎       | ظ‎     | ـظ‎        | ـظـ‎       | ظـ‎     | /ð/             | dh          | أَظُهُورِ‎           | adhuhuri              | noon                          | تنها در وام‌واژه‌های از عربی کاربرد دارد. اکثر سواحلی زبانان آنرا به صورت [dh]، هم‌صدا با حرف «ذ» تلفظ می‌کنند. |
| aini عَئِینِ‎     | ع‎     | ـع‎        | ـعـ‎       | عـ‎     | /-/ (/ʕ/)       | -           | مَعَانَ‎            | maana                 | معنی                          | تنها در وام‌واژه‌های از عربی کاربرد دارد. اکثر سواحلی زبانان آنرا تلفظ نمی‌کنند. حروف واکهٔ پشت سر هم در واژه‌ای با الفبای لاتین می‌تواند به معادل عربی که در آن حرف «ع» به‌کار رفته‌است اشاره کند.                                |
| ghaini غَئِینِ‎   | غ‎     | ـغ‎        | ـغـ‎       | غـ‎     | /ɣ/             | gh          | غَضَابُ‎            | ghadhabu              | anger                         | تنها در وام‌واژه‌های از عربی کاربرد دارد. |
| gaini ڠَئِینِ‎    | ڠ‎     | ـڠ‎        | ـڠـ‎       | ڠـ‎     | /ɠ ~ ɡ/         | g           | ڠُنِئَ‎             | gunia                 | گونی                          | |
| ngaini نْڠَئِینِ‎  | نْڠ‎    | ـنْڠ‎       | ـنْڠـ‎      | نْڠـ‎    | /ᵑɡ/            | ng          | مْچَانْڠَ‎           | mchanga               | شن                            | |
| ng'aini نݝَئِینِ‎ | نݝ‎    | ـنݝ‎       | ـنݝـ‎      | نݝـ‎    | /ŋ/             | ng'         | نݝٗومْبٖ‎           | ng'ombe               | گاو                           | |
| fee فٖئٖ‎        | ف‎     | ـف‎        | ـفـ‎       | فـ‎     | /f/             | f           | فِیڠٗ‎             | figo                  | قلوه، کلیه                    | |
| vee ڤٖئٖ‎        | ڤ‎     | ـڤ‎        | ـڤـ‎       | ڤـ‎     | /v/             | v           | کُڤِیمْبَ‎           | kuvimba               | ورم کردن                      | |
| qafu قَافُ‎      | ق‎     | ـق‎        | ـقـ‎       | قـ‎     | /q/             | q           | وَقفُ‎             | waqfu                 | وقف                           | تنها در وام‌واژه‌های از عربی کاربرد دارد. اکثر سواحلی زبانان آنرا به صورت [k]، هم‌صدا با حرف «ک» تلفظ می‌کنند. |
| kafu کَافُ‎      | ک‎     | ـک‎        | ـکـ‎       | کـ‎     | /k/             | k           | کُوکُ‎             | kuku                  | مرغ بزرگ                      | |
| k'afu کهَافُ‎    | که‎    | ـکه‎       | ـکهـ‎      | کهـ‎    | /kʰ/            | k           | کهُوکُ‎            | k'uku                 | مرغ اندازه متوسط              | مختص لهجهٔ مومباسا. در الفبای لاتین با صدای [k] فرقی ندارد. |
| lamu لَامُ‎      | ل‎     | ـل‎        | ـلـ‎       | لـ‎     | /l/             | l           | کُلِیمَ‎            | kulima                | کندن                          | |
| mimu مِیمُ‎      | م‎     | ـم‎        | ـمـ‎       | مـ‎     | /m/             | m           | مِیمِ‎             | mimi                  | من                            | |
| nuni نُونِ‎      | ن‎     | ـن‎        | ـنـ‎       | نـ‎     | /n/             | n           | نَانِ‎             | nani                  | چه کسی؟                       | |
| waw وَو‎        | و‎     | ـو‎        | ـو‎        | و‎      | /ʋ ~ w/ /ɔ/ /u/ | w o u       | کُوَ‎ مْکٗونْڠَ‎ کُسُڠُؤَ‎   | kuwa mkonga kusugua   | بودن خرطوم فیل مالاندن        | حرف «واو» در سواحلی سه کاربرد دارد. اول در نقش هم‌خوان، با معال لاتین [w]. دوم برای نشان دادن واکه‌های [o] یا [u] در هجای تکیه‌دار واژه. سوم برای حمل همزه در مواردی که واکه‌ها پشت سر هم می‌آیند.                              |
| hee هٖئٖ‎        | ه‎     | ـه‎        | ـهـ‎       | هـ‎     | /h/             | h           | هَیُوپٗ‎            | hayupo                | او اینجا نیست.                | |
| hamza هَامزَ‎    | ء‎     | ـاء‎ ـؤ‎ ـئ‎ | ـأ‎ ـؤ‎ ـئـ‎ | أ‎ إ‎    | -               | -           | إٖنْدٖلٖئَ‎ کُسُڠُؤَ‎ مَفَاءَ‎ | endelea kusugua mafaa | ادامه بده مالاندن مفید بود    | «همزه» با یکی از حروف «الف»، «واو»، یا «ی»، در نقش حمل‌کنندهٔ واکه در اول واژه یا در مواردی که در میان واژه واکه‌ها پشت سر همند استفاده می‌شود                                                                                 |
| yee یٖئٖ‎        | ی‎     | ـی‎        | ـیـ‎       | یـ‎     | /j/ /ɛ/ /i/     | y e i       | یَاکٗ‎ کٖلٖیلٖ‎        | yako kelele           | مال تو عربده                  | حرف «ی» در سواحلی دو کاربرد دارد. اول در نقش هم‌خوان، با معال لاتین [y]. دوم برای نشان دادن واکه‌های [e] یا [i] در هجای تکیه‌دار واژه. از «ی» بدون نقطه نیز برای حمل همزه در مواردی که واکه‌ها پشت سر هم می‌آیند استفاده می‌شود. |
| nyee نْیٖئٖ‎      | نْی‎    | ـنْی‎       | ـنْیـ‎      | نْیـ‎    | /ɲ/             | ny          | نْیٗوکَ‎            | nyoka                 | مار                           | |

## ادبیات

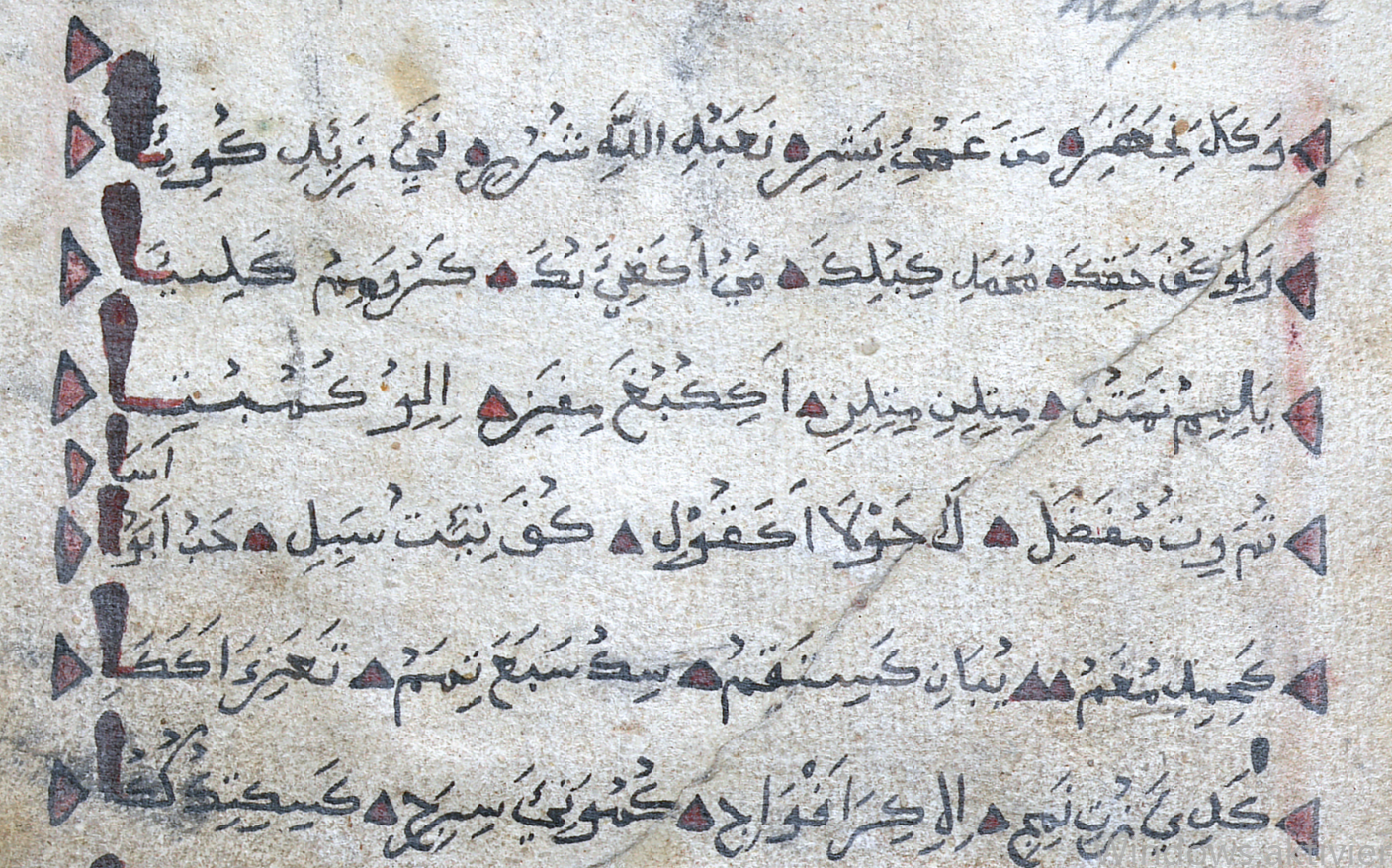
شعری به خط عربی سواحلی مربوط به قرن ۱۹

ادبیات به زبان سواحلی، در قالب اشعار حماسی شکل گرفته‌است. این اشعار از فرهنگ و ادب اسلامی مایه گرفته‌اند و دربارهٔ زندگانی محمد، پیامبر اسلام، علی بن ابی طالب و حسین بن علی سروده شده‌اند.
ابن حاجب غسّانی نیز اشعاری غیر مذهبی سرود. شیخ امری عابدی و ماتیاس مِنیمپالا از شاعران برجستهٔ سواحلی زبان در قرن بیستم‌اند. نویسندگانی مانند دیوید دیوا و عُمَر شریف، آثاری بر پایهٔ افسانه‌ها و اسطوره‌های سنتی شرق در این زبان آفریدند.
شَبان روبِرت، بزرگ‌ترین نویسندهٔ مسلمان و معاصر در زبان سواحلی است که داستان‌های تربیتی نوشت. او آغازگر مقاله‌نویسی به این زبان است. در دورهٔ معاصر رمان‌ها و داستان‌های پلیسی نیز به زبان سواحلی نوشته شده‌است.

## تأثیر فارسی بر سواحلی
در زبان سواحلی، برخی واژه‌ها با گویش بندریِ فارسی بسیار نزدیک و هم‌معنی هستند؛ مانند:
- کاکا = برادر
- دادا = خواهر
- بندری = بندری (بندرگاه)
- سیفه = سیفه (روغن کوسه)
- منشوه = منشوه (یک نوع قایق)
- چنگو = چنگو (یک نوع ماهی خوش‌مزه برای برشتن)
- رفیقی = رفیق

در اصطلاحات دریانوردی و لنج‌داری و مراسم زار واژه‌های فارسی بیشتری وجود دارد.

## چند واژه در سواحلی
- می‌می = من
- وی‌وی = تو، شما
- زیچی = قشنگ، زیبا
- جمبو = سلام
- سننه = خوب، عالی
- کا کا میزی = دانشجو
- حباری = چطوری؟
- مزاری سننه = خیلی خوب
- کواری = خداحافظ
- بووانا = آقا، جناب
- اسنتی سننه = خیلی ممنون
- جمبو بووانا = سلام آقا
- حَ کونا ما تا تا = اشکالی ندارد، مشکلی نیست، خبر بدی نیست.